# Karnowie

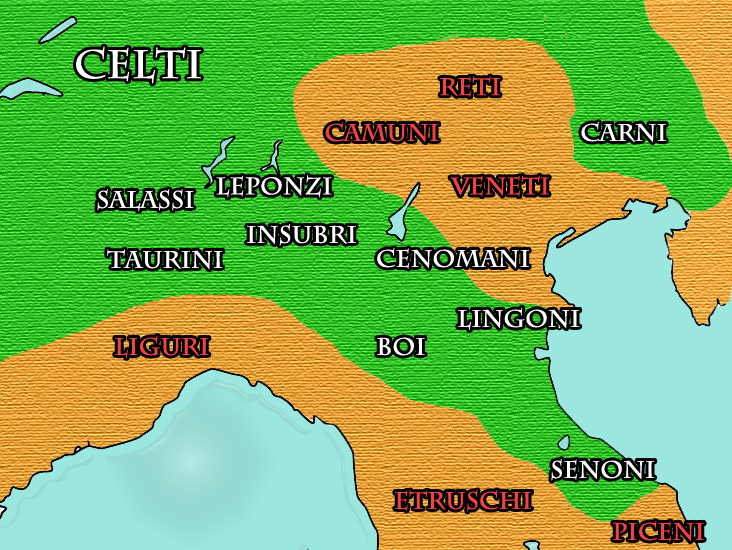
Rozmieszczenie ludów celtyckich (zielony kolor) w Galii Przedalpejskiej w latach 391-192 p.n.e.

Karnowie (Carnowie) – starożytne plemię celtyckie zamieszkujące północno-wschodnie regiony obecnych Włoch, szczególnie region Friuli-Venezia Giulia. Od nazwy plemienia pochodzi nazwa regionu geograficzno-historycznego Carnia, położonego w Alpach Wschodnich na terenie prowincji Udine. W lokalnych dialektach friulijskich zachowały się relikty celtyckie.